# 3월 26일
3월 26일은 그레고리력으로 85번째(윤년일 경우 86번째) 날에 해당한다.

## 사건
- 1707년 - 연합법으로 잉글랜드 왕국과 스코틀랜드 왕국이 합쳐져 그레이트브리튼 왕국이 되다.
- 1871년 - 파리 코뮌이 정식으로 출범하다.
- 1910년 - 뤼순 감옥에서 한국의 독립운동가 안중근이 순국하다.
- 1991년
  - 대한민국 대구광역시 달서구 와룡산에서 개구리 소년 사건이 일어나다.
  - 대한민국에서 30년 만에 지방자치제가 부활되어 지방의회 선거(기초 의회)가 실시되다.
- 1999년 - 전 세계의 전자우편 시스템을 감염시킨 컴퓨터 웜인 멜리사 웜이 처음 발견되다.
- 2000년 - 러시아 대통령 선거에서 블라디미르 푸틴이 당선되다.
- 2001년 - 대한민국, MTCR의 33번째 회원국으로 가입하다.
- 2006년 - 롯데월드에서 아트란티스 직원 사망 사건에 대한 사과의 의미로 무료 개장을 했으나 사람들이 많이 몰려 부상자가 발생하다.
- 2008년 - 일산 초등학생 납치 미수 사건이 발생했다.
- 2010년 - 대한민국 백령도 인근 해상에서 초계함 천안함이 북한에 의해 피격되다.
- 2012년 - 대한민국 서울특별시에서 제2차 핵안보 정상회의가 2일간 개최되다.
- 2014년 - 김한길과 안철수가 야권을 통합시켜 새정치민주연합을 출범시켰다.

## 문화
- 1962년 - 대한항공공사 창립.
- 1997년 - 서울 지하철 5호선 광희문역이 청구역으로 변경되었다.
- 2015년 - 대한민국의 다섯번째 다목적실용위성인 아리랑 3A호가 러시아의 야스니 발사장(Yasny launch base)에서 성공적으로 발사됐다.
- 2016년
  - 인천국제공항철도 영종역 구간이 개통되었다.
  - 홋카이도 신칸센 신아오모리역에서 신하코다테호쿠토역 구간이 개통되었다.
- 2021년
  - EBS 1TV에서 2003년 9월 29일부터 방영되었던 생방송 톡!톡! 보니하니가 18년 만에 종방되었다.
  - 모두의 퀴즈생활이 3년만에 폐지되었다.
- 2023년 - KBS 바둑왕전의 종영일이자 43년 만에 폐지되었다.

## 탄생
- 1495년 - 미켈레 안토니오 디 살루초 후작. (~1528년)
- 1516년 - 스위스의 박물학자, 서지학자 콘라트 게스너. (~1565년)
- 1753년 - 영국의 물리학자 럼퍼드 백작 벤저민 톰프슨. (~1814년)
- 1861년 - 일본의 기독교 사상가 우치무라 간조. (~1930년)
- 1874년 - 미국의 시인 로버트 프로스트. (~1963년)
- 1875년
  - 대한민국의 초대 대통령 이승만. (~1965년)
  - 독일의 이론 물리학자 막스 아브라함. (~1922년)
- 1911년 - 미국의 극작가 테네시 윌리엄스. (~1983년)
- 1913년 - 헝가리의 수학자 에르되시 팔. (~1986년)
- 1915년 - 대한민국의 소설가 황순원. (~2000년)
- 1925년 - 프랑스의 지휘자, 작곡가 피에르 불레즈. (~2016년)
- 1930년
  - 대한민국의 법조인 변정수. (~2017년)
  - 미국의 법조인 샌드라 데이 오코너. (~2023년)
- 1931년
  - 대한민국의 정치인 이희일.
  - 미국의 배우 및 영화 감독 레너드 니모이. (~2015년)
- 1934년 - 미국의 배우 앨런 아킨. (~2023년)
- 1938년 - 체코의 배우, 정치인 야나 흐라바초바. (~2024년)
- 1940년
  - 미국의 정치인 낸시 펠로시.
  - 미국의 배우 제임스 칸. (~2022년)
- 1941년 - 영국의 진화생물학자 리처드 도킨스.
- 1943년 - 대한민국의 성우 김병관. (~2017년)
- 1944년
  - 대한민국의 심리학자 이정모. (~2018년)
  - 미국의 가수 다이애나 로스.
- 1947년
  - 대한민국의 변호사 조영래. (~1990년)
  - 대한민국의 제17대 대통령 이명박의 부인 김윤옥.
- 1948년
  - 대한민국의 바이올리니스트 정경화.
  - 일본의 가수, 배우 이시다 아유미. (~2025년)
- 1950년 - 미국의 영화 음악 작곡가 앨런 실베스트리.
- 1952년
  - 미국의 생물학자 게리 러브컨.
  - 미국의 정치인 스티브 T. 커비.
- 1953년 - 미국의 공무원 일레인 차오.
- 1954년
  - 대한민국의 가수 전영록.
  - 일본의 배우 이노우에 카즈히코.
- 1957년
  - 대한민국의 언론인, 정치인 박광온.
  - 대한민국의 성우 전기병.
- 1960년 - 대한민국의 영화 제작자 차승재.
- 1961년 - 대한민국의 기업인, 정치인 고동진.
- 1962년 - 대만계 미국, 대한민국의 배우 나광훈.
- 1963년 - 대한민국의 경제학자, 제16대 통계청장 황수경.
- 1964년 - 미국의 싱어송라이터 레니 크래비츠.
- 1966년 - 대한민국의 전 기초의원 박소정.
- 1967년 - 미국의 야구 선수 숀 헤어.
- 1968년 - 대한민국의 정치인 김용태.
- 1969년 - 대한민국의 성우 강경아.
- 1970년
  - 대한민국의 방송인 김철민.
  - 영국의 영화감독 마틴 맥도나.
- 1971년
  - 대한민국의 전 축구 선수, 현 축구 코치 최진철.
  - 일본의 만화가 안노 모요코.
  - 미국의 영화 감독 프랜시스 로런스.
- 1972년 - 미국의 배우 레슬리 맨.
- 1973년 - 미국의 사업가, 구글의 공동 창업자 래리 페이지.
- 1974년 - 대한민국의 가수 더원.
- 1976년 - 미국의 배우 에이미 스마트.
- 1977년
  - 대한민국의 배우 이현웅.
  - 이탈리아의 축구 선수 모르간 데 산크티스.
- 1978년
  - 대한민국의 배우 김도연.
  - 쿠바의 권투 선수 안드리 라피타.
- 1980년
  - 미국의 가수 손호영 (god).
  - 대한민국의 가수 Tori.
  - 대한민국의 가수 신이.
- 1981년
  - 일본의 성우 시미즈 아이.
  - 한국계 미국인 가수 폴 킴.
- 1982년
  - 스페인의 축구 선수 미켈 아르테타.
  - 독일의 전 축구 선수 안드레아스 힝켈.
  - 미국의 야구 선수 브랜던 라이언.
- 1983년
  - 대한민국의 가수 겸 방송인 이상미.
  - 대한민국의 전 축구 선수 김수형.
  - 대한민국의 레슬링 선수 정지현.
  - 대한민국의 전 축구 선수 윤화평.
- 1984년
  - 대한민국의 성우 한혜원.
  - 대한민국의 육상 선수 이정준.
  - 대한민국의 아나운서 정지원.
- 1985년
  - 영국의 배우 키이라 나이틀리.
  - 대한민국의 가수, 작곡가 김정모 (트랙스).
  - 미국의 배우 조너선 그로프.
  - 대한민국의 성우 유보라.
  - 대한민국의 배우 김서경.
  - 대한민국의 미술가 정민기.
  - 일본의 일러스트레이터, 캐릭터 디자이너 칸토쿠.
- 1986년 - 베네수엘라의 축구 선수 마리오 론돈.
- 1987년
  - 대한민국의 배우 윤이나.
  - 대한민국의 배우 한지우.
  - 대한민국의 야구 선수 정범모.
  - 대한민국의 축구 선수 박재완. (~2016년)
  - 대한민국의 배우 장다경.
  - 일본의 가수, 싱어송라이터 YUI.
  - 대한민국의 아이스하키 선수 마이클 스위프트.
  - 노르웨이의 가수 투지.
- 1988년
  - 대한민국의 트로트 가수 김가현.
  - 대한민국의 축구 선수 유병수 (FC 로스토프).
  - 미국의 프로듀서 라이언 루이스.
- 1989년
  - 대한민국의 배우 조동인.
  - 대한민구의 배우 임수현.
- 1990년
  - 대한민국의 야구 선수 강동호.
  - 대한민국의 가수 시우민 (EXO,EXO-M).
  - 대한민국의 전(前) 밴드 오원빈.
  - 대한민국의 배우 오하늬.
  - 대한민국의 배우 최우식.
  - 일본의 배우, 가수 타카키 유야 (Hey! Say! JUMP).
  - 일본의 배우 야기라 유야.
  - 대한민국의 가수 레터 플로우.
- 1991년
  - 대한민국 출신 미국 야구 선수 롭 레프스나이더.
  - 대한민국의 앵커, 전 아나운서 정성욱.
  - 대한민국의 바둑 기사 허진.
- 1992년
  - 대한민국의 축구 선수 박선주.
  - 대한민국의 전 스타그래프트 프로게이머 최용주.
  - 대한민국의 가수 이화명.
- 1993년
  - 대한민국의 배구 선수 박정아.
  - 대한민국의 축구 선수 강성진.
  - 대한민국의 아나운서 박진아.
  - 대한민국의 배우 김영훈.
- 1994년 - 일본의 가수 와타나베 마유 (AKB48 팀B).
- 1995년 - 대한민국의 드럼연주가 노윤영.
- 1996년 - 대한민국의 야구 선수 이정용.
- 1997년
  - 대한민국의 사격 선수 김민정.
  - 일본의 축구 선수 미요시 고지.
  - 독일의 유도 선수 에두아르트 트리펠.
- 1998년
  - 대한민국의 가수 엘라 (체리블렛).
  - 대한민국의 트로트 가수 김나율.
- 1999년 - 대한민국의 래퍼 방재민.
- 2000년 - 벨기에의 체조 선수 니나 데르발.
- 2002년 - 대한민국의 가수 공서영.
- 2003년
  - 대한민국의 축구 선수 강성진.
  - 미국의 가수 대니엘 브레골리.
- 2005년 - 네덜란드의 여백작 오라녜나사우 여백작 루아나.
- 2006년 - 대한민국의 가수 미레. (트라이비)

## 사망
- 1827년 - 독일의 작곡가 루트비히 판 베토벤. (1770년~)
- 1910년 - 대한민국의 독립운동가 안중근. (1879년~)
- 1923년 - 프랑스의 연극 배우 사라 베르나르. (1844년~)
- 1945년 - 일본의 군인 구리바야시 다다미치. (1891년~)
- 1959년 - 미국의 범죄소설 작가 레이먼드 챈들러. (1888년~)
- 1976년 - 중국의 소설가, 문명비평가 린위탕. (1895년~)
- 1980년 - 프랑스의 철학자, 비평가 롤랑 바르트. (1915년~)
- 1982년 - 일본의 야구인 미즈하라 시게루. (1909년~)
- 1995년 - 미국의 힙합 가수 Eazy-E. (1963년~)
- 2005년 - 대한민국의 배우, 성우 전운. (1938년~)
- 2010년
  - 대한민국의 정치인 조종호. (1921년~)
  - 한국 태생 일본의 기업인, 저술가 권희로. (1928년~)
- 2012년 - 대한민국의 작사가, 가수 반야월. (1917년~)
- 2015년 - 미국의 배우, 가수 J. 캐런 토머스. (1965년~)
- 2017년 - 대한민국의 철학자 박이문. (1930년~)
- 2020년
  - 필리핀의 영화배우 멩기 코바루비아스. (1951년~)
  - 프랑스의 사회학자 마리아 테레사 데 보르본파르마. (1933년~)
  - 브라질의 지휘자 무나카타 나오미. (1955년~)
- 2021년
  - 대한민국의 정치인 지갑종. (1927년~)
  - 대한민국의 정치인 강명순. (1952년~)
- 2022년
  - 대한민국의 헌법학자 김철수. (1933년~)
  - 대한민국의 음악가 방준석. (1970년~)
- 2023년
  - 독일의 추기경 카를요제프 라우버. (1934년~)
  - 이탈리아의 영화배우 이바노 마레스코티. (1946년~)
- 2024년
  - 독일의 허들 선수 기셀라 비르케마이어. (1931년~)
  - 미국의 조각가 리처드 세라. (1938년~)
- 2025년
  - 대한민국의 작곡가 배상태. (1939년~)
  - 이스라엘의 기업인 스테프 베르트하이메르. (1926년~)

## 기념일
- 퍼플 데이(Purple Day): 캐나다
- 서해 수호의 날
- 안중근의사 순국일

## 같이 보기
- 전날: 3월 25일 다음날: 3월 27일 - 전달: 2월 26일 다음달: 4월 26일
- 음력: 3월 26일
- 모두 보기